# Plazia
Plazia Ruiz & Pav., 1794 è un genere di piante angiosperme dicotiledoni della famiglia delle Asteraceae.

## Descrizione
Le specie di questo gruppo hanno un habitus perenne arbustivo, spesso resinoso e senza spine. Massima altezza 1 - 2 metri.
Le foglie, persistenti e sessili, lungo il caule sono disposte a spirale e sono raccolte all'apice degli steli. Le foglie sono intere con la lamina ovata o oblunga. La superficie varia da glabra a ghiandolare.
Le infiorescenze sono composte da capolini terminali, solitari, sessili sottesi da alcune foglie. I capolini di tipo radiato eterogami (raramente omogami e discoidi) sono formati da un involucro a forma campanulata composto da brattee (o squame) all'interno delle quali un ricettacolo fa da base ai fiori di due tipi (più o meno): tubulosi (centrali del disco) e ligulati (periferici del raggio). Le brattee, simili a foglie, disposte su alcune serie (5 - 7) in modo embricato sono a forma lanceolata. Il ricettacolo a forma da piatta a leggermente convessa è nudo (senza pagliette).
I fiori sono tetraciclici (a cinque verticilli: calice – corolla – androceo – gineceo) e in genere pentameri (ogni verticillo ha 5 elementi). I fiori (da 5 a 25 quelli periferici; da 7 a 40 quelli del disco) eteromorfi (con forme diverse), in genere sono ermafroditi e fertili.
- Formula fiorale:

*/x K {\displaystyle \infty }, [C (5), A (5)], G 2 (infero), achenio
- Calice: i sepali del calice sono ridotti ad una coroncina di squame.
- Corolla: il colore delle corolle è rosa o bianco; la superficie è glabra. Le corolle dei fiori del raggio (quelli periferici - fiori zigomorfi) sono bilabiate con tre denti sul labbro esterno e 2 profondi denti arrotolati su quello interno. Le corolle dei fiori del disco (quelli più interni - fiori actinomorfi) hanno 5 profondi lobi.
- Androceo: l'androceo è formato da 5 stami con filamenti liberi e antere saldate in un manicotto circondante lo stilo.[11] Le antere in genere hanno una forma sagittata con appendici apicali troncate. Le teche sono calcarate (provviste di speroni) e provviste di code. Il polline normalmente è tricolporato (subprolato) a forma sferica (l'esina può essere microechinata).
- Gineceo: il gineceo ha un ovario uniloculare infero formato da due carpelli.[11] Lo stilo è unico e con due stigmi appena divisi e un nodo basale glabro. Gli apici degli stigmi sono ottusi e sono ricoperti da piccole papille (sulla parte abassiale). L'ovulo è unico e anatropo.

I frutti sono degli acheni con pappo. La forma degli acheni è fusiforme o cilindrica (compressa alla base); le pareti possono essere costate e sono glabre. Il carpoforo (o carpopodium) è uno stretto anello o corto cilindro quasi indistinguibile. Il pappo (raramente è assente) è formato da setole disposte su alcune serie, sono barbate o piumose del tutto o a volte sono subpiumose solo apicalmente, ed è direttamente inserito nel pericarpo o connato in un anello parenchimatico posto sulla parte apicale dell'achenio.

## Biologia
- Impollinazione: l'impollinazione avviene tramite insetti (impollinazione entomogama tramite farfalle diurne e notturne).
- Riproduzione: la fecondazione avviene fondamentalmente tramite l'impollinazione dei fiori (vedi sopra).
- Dispersione: i semi (gli acheni) cadendo a terra sono successivamente dispersi soprattutto da insetti tipo formiche (disseminazione mirmecoria). In questo tipo di piante avviene anche un altro tipo di dispersione: zoocoria. Infatti gli uncini delle brattee dell'involucro si agganciano ai peli degli animali di passaggio disperdendo così anche su lunghe distanze i semi della pianta.

## Distribuzione e habitat
Le specie di questo gruppo sono distribuite nel Sudamerica (Argentina, Bolivia, Cile e Perù)

## Tassonomia
La famiglia di appartenenza di questa voce (Asteraceae o Compositae, nomen conservandum) probabilmente originaria del Sud America, è la più numerosa del mondo vegetale, comprende oltre 23.000 specie distribuite su 1.535 generi, oppure 22.750 specie e 1.530 generi secondo altre fonti (una delle checklist più aggiornata elenca fino a 1.679 generi). La famiglia attualmente (2021) è divisa in 16 sottofamiglie.

### Filogenesi
La sottofamiglia Mutisioideae, nell'ambito delle Asteraceae occupa una posizione "basale" (si è evoluta precocemente rispetto al resto della famiglia) ed è molto vicina alla sottofamiglia Stifftioideae. La tribù Onoserideae nell'ambito della sottofamiglia occupa una posizione "basale" (è il primo gruppo ad essersi diviso).
Il genere Plazia descritto da questa voce appartiene alla tribù Onoserideae. I caratteri distintivi per le specie di questo genere sono:
- il portamento è arbustivo;
- le foglie sono raccolte all'apice degli steli;
- le corolle dei fiori marginali sono bilabiate, quelle dei fiori centrali tubolari;
- le appendici apicali delle antere sono troncate;
- i bracci dello stilo sono papillosi.

Studi filogenetici dimostrano che il genere Plazia forma un clade all'interno degli Onoserideae insieme ad Aphyllocladus e Gypothamnium.
Il numero cromosomico delle specie di questo genere è: 2n = 54.

### Elenco specie
Questo genere comprende le seguenti 4 specie:
- Plazia cheiranthifolia Wedd.
- Plazia conferta  Ruiz & Pav.
- Plazia daphnoides  Wedd.
- Plazia robinsonii  M.O.Dillon & Sagást.